# 栗山良八郎
栗山 良八郎（くりやま りょうはちろう、1929年 -逝去 ）は日本の小説家。京都府出身。
立命館大学中退後、広告代理店勤務を経て作家へ。1969年『短剣』、1970年『山桜』、1981年『宝塚海軍航空隊』で3度の直木賞候補にのぼる。『とぉない男（やつ）』は、パソナ創業者南部靖之のモデル小説である。
亡くなっているとの弟栗山勝吉氏よりの報告。

## 主な著書
- 宝塚海軍航空隊（1981年、文藝春秋、のち文春文庫）
- とぉない男―人材派遣会社（1986年、文藝春秋)
- 捨てたもんじゃないね、日本人―知られざる善意の人々「十五の物語」(1995年、プレジデント社）